# Yvon Le Roux
Yvon Le Roux (Plouvorn, 19 de abril de 1960) é um ex-futebolista profissional francês que atuava como defensor. 

## Carreira
Yvon Le Roux representou o seu país na Copa do Mundo de 1986. E ganhando a Euro 1984.